# Casa del Caballero Águila
La Casa del Caballero Águila es un inmueble histórico situado en la ciudad de San Pedro Cholula, Puebla, México. La casa fue construida a finales del siglo XVI frente a la antigua plaza prehispánica y es considerada el edificio novohispano más antiguo de la ciudad. Debe su nombre a los dos bajorrelieves labrados en piedra que custodian la entrada y que representan a la orden militar de los caballeros águila. Estuvo bajo comodato de la Universidad de las Américas Puebla entre 1999 y 2014, siendo sede del Museo de la Ciudad de San Pedro Cholula.

## Historia
La planta baja de la casa fue construida en el siglo XVI, mientras que la planta alta se edificó en el siglo XVIII. Por su tamaño, se cree que perteneció a una familia acaudalada de la zona. Su arquitectura posee motivos prehispánicos, así como el estilo plateresco propio del renacimiento español.
En sus inicios, la casa tuvo un uso residencial. Con el tiempo, los salones fueron adaptados para convertirse en locales comerciales y el resto de las habitaciones fueron rentadas, convirtiéndose en una vecindad, lo que provocó el deterioro del inmueble.

### Comodato de la UDLAP
En 1997, el exgobernador de Puebla Alfredo Toxqui Fernández de Lara propuso la expropiación del inmueble para su recuperación. Al año siguiente, la casa fue entregada en comodato por 45 años a la Universidad de las Américas Puebla (UDLAP), entidad que la administró con la supervisión del Instituto Nacional de Antropología e Historia.
En 2001, la UDLAP inauguró la Casa del Caballero Águila, siendo sede del Museo de la Ciudad de San Pedro Cholula en la planta baja y galerías de arte en la planta alta. El museo albergó la colección de arte Óscar Jiménez (nombrada así en honor al antiguo dueño de la casa), compuesta por más de dos mil piezas prehispánicas, coloniales e históricas. La muestra también incluía una serie de fotografías sobre fiestas de la vida cotidiana de Cholula, tales como la Fiesta del Pueblo de Todos los Barrios (5 de mayo), la fiesta de la Purísima Concepción (8 de diciembre) y el cambio anual de mayordomía (13 de octubre).

### Revocación del comodato
El 4 de diciembre de 2014, el cabildo del Ayuntamiento de San Pedro Cholula decidió revocar el comodato de la casa a la UDLAP. La decisión se tomó, de acuerdo al alcalde Juan José Espinosa Torres, porque la ciudad necesitaba un espacio público y un museo propio. Más tarde trascendió que el contrato fue revocado a la universidad por no haber cumplido con las promesas de restauración del inmueble, logrando reconstruir solamente 70 por ciento del edificio.
La noche del 15 de septiembre de 2015, el alcalde Espinosa Torres celebró el aniversario 205 del Grito de Independencia en el inmueble. Al día siguiente, la casa reabrió sus puertas al público con exposiciones de los artistas José Lazcarro Toquero y José Zamora, así como una muestra de pinturas de la colección del Ayuntamiento.